# Electric Surfin' Go Go
「Electric Surfin' Go Go」（エレクトリック・サーフィン・ゴー・ゴー）は、日本のロックバンド、POLYSICSの6枚目のシングル。2006年6月21日に発売。発売元はキューンレコード。

## 解説
- 前作アルバム「Now is the time!」から8ヶ月ぶりのリリース。
- 本作は初回生産限定盤と通常盤の2形態での発売。初回盤はDVD付。バンドにとってCD+DVD形態でのリリースはこれが初。DVDにはSPACE SHOWER Music Video Awards'06 BEST CONCEPT VIDEOを受賞した「I My Me Mine (STRONG MACHINE 2 Ver.)」、および表題曲「Electric Surfin' Go Go」のPVを収録。このPV2作は後にPV集DVD「CLIPS OR DIE!!!!」に収録された。]
- 表題曲はバンドにとって初めて曲にメッセージを織りまぜた曲となった[1]。

## 収録曲
1. Electric Surfin' Go Go (3:39)
テレビ東京系『竹山先生。』オープニングテーマ
フジテレビ系『VS嵐』ゲスト出演時
2. DA DA DA DA DAA! (1:52)
3. I My Me Mine (DJ TASAKA Remix) (4:48)

全作詞・作曲：Hiroyuki Hayashi　編曲：POLYSICS（#3 Remix：DJ TASAKA）

## 初回特典DVD
1. I My Me Mine (STRONG MACHINE 2 Ver.) (PV)
2. Electric Surfin' Go Go (PV)

Director：児玉裕一